# Elbasani kongresszus
Az elbasani kongresszus (albán Kongresi i Elbasanit) 1909. szeptember 2. és 8. között az oszmán fennhatóság alatt álló Elbasan városában megrendezett közművelődési tanácskozás volt, amelynek résztvevői az albán nyelvű oktatásügy kérdéseit vitatták meg. Legfontosabb eredményeként jóváhagyták az előző évi manasztiri kongresszus döntését a latin betűs albán ábécé bevezetéséről, valamint elkötelezték magukat az első albán tannyelvű tanítóképző intézet létrehozása mellett. 1909. december 1-jén Elbasan városában meg is nyitotta kapuit a Tanítóképezde (Shkolla Normale), amelynek mai jogutódja az Aleksandër Xhuvani Egyetem.

## Közművelődési háttere
A 19. század végén kibontakozó albán nemzeti mozgalomban részt vállaló albán hazafiakban egyre inkább tudatosult, hogy az Oszmán Birodalmon belüli önrendelkezésük ügyének, az albán identitás megerősödésének egyik legfontosabb feltétele az albán nyelvű oktatás megszervezése. A 19–20. századok fordulóján az albániai területek lakosságának oktatását az isztambuli kormány által fenntartott, török tanítási nyelvű iskolák, valamint a görög ortodox egyház kezelésében állt görög tanintézetek biztosították. Mindkét fenntartó hevesen ellenezte az albán nyelv megjelenését a közoktatásban, egyáltalán, akadályt gördített az albán identitást megerősítő bármely kezdeményezés elé (albán nyelvű istentiszteletek stb.). A hatóságok és a görög egyház ellenállása mellett az albán nyelvű oktatásért küzdő albán értelmiségnek a pénz és a képzett albán tanárok hiányával, valamint az oszmanista földbirtokosréteggel is szembe kellett néznie. Az 1908-as ifjútörök alkotmány valamelyest lazítani látszott a szigorú feltételeken, lehetővé tette világi iskolák alapítását, emellett hazai és külföldi albán szervezetek gyűjtésének köszönhetően egy csekélyke pénzalap is összegyűlt. A szakképzett tanári kar hiánya azonban továbbra is áthidalhatatlan problémának tűnt.

## A kongresszus
A tanárhiányt megoldandó a szaloniki albán egyesület 1909. augusztus 20. és 27. közöttre egy kongresszust hirdetett meg Elbasan városába, amelyre végül szeptember 2. és 8. között került sor. Deklarált célja az albán nyelvű közoktatás és közművelődés helyzetének megvitatása, a tanárhiányt megoldó iskola megszervezése volt. Huszonnyolc különböző albán szervezet képviseltette magát az eseményen harmincöt küldöttel, főként Dél- és Közép-Albániából. A megjelentek között volt Elbasan közéletének és művelődésének szervezője, Lef Nosi, a shkodrai katolikus költő, Luigj Gurakuqi, a korçai leányiskolát alapító Sevasti Qiriazi, valamint Hafiz Ibrahim Dalliu, Refik Toptani és Gligor Cilka.
A kongresszus egyik eredménye az volt, hogy helybenhagyták az előző évi manasztiri kongresszus döntését a latin betűkön alapuló albán ábécé bevezetéséről. Egyes értékelések szerint ez szimbolikus döntésként is értékelhető, vagyis a résztvevők így fejezték ki, hogy népük jövőjét a Nyugat-orientáció jegyében képzelik el. Ennél nagyobb horderejű eredménynek számított, hogy a korçai Përparimi (Haladás) társaságot megbízták az első albán tanítóképző intézet szervezési feladataival, anyagi és személyi feltételeinek megteremtésével.

## Utóélete
A Përparimi elérte, hogy a hazai és a diaszpórában élő albánság hazafias szervezetei biztosítsák az induló iskola pénzügyi hátterét, emellett európai egyetemeken képzett albánokat nyert meg az ügynek, akik soraiból végül összeállt a tanári kar. Végül kevesebb, mint három hónappal az elbasani kongresszus után, 1909. december 1-jén Elbasanban megnyitotta kapuit a Tanítóképezde (Shkolla Normale), amelynek igazgatója Luigj Gurakuqi lett, első tanárai között volt Sotir Peci és Hafiz Ibrahim Dalliu. A folyamatos anyagi nehézségek mellett 1910 második felében az ifjútörök kormány iszlámellenességre hivatkozva betiltatta a Tanítóképezdét, emellett az iskola szervezésében oroszlánszerepet vállaló Lef Nosit rövid időre száműzték. Rövid szünet után a tanintézet folytatta működését, és 1921-től mint középfokú, 1971-től mint felsőfokú iskola működött. Jogutódja napjainkban az elbasani Aleksandër Xhuvani Egyetem.
A latin betűs albán ábécé bevezetésének híre szintén tiltakozásra késztette a konzervatívabb, Porta-hű rétegeket. 1910 februárjában az elbasani hodzsák fellázították a helyi lakosságot, de keresztény és muszlim résztvevőkkel 7 ezres ellentüntetés alakult ki, ami elejét vette a további tiltakozásoknak.